# Bahnstrecke Kvetoslavov–Šamorín
| Kursbuchstrecke: | 37c (1980)           |                      |                      |
| Streckenlänge: | 4,620 km             |                      |                      |
| Spurweite: | 1435 mm (Normalspur) |                      |                      |
| Maximale Neigung: | 2 ‰                  |                      |                      |
| Streckengeschwindigkeit: | 40 km/h              |                      |                      |
| |                      |                      |                      |
| \| \| \| von Dunajská Streda \| \| \| \| 0,000 \| Kvetoslavov Úszor \| Kvetoslavov Úszor \| \| \| \| nach Bratislava-Nivy \| \| \| \| 4,620 \| Šamorín Somorja \| Šamorín Somorja \| \| \| \| \| \| \| Quellen: [1][2] \| \| \| \| |                      |                      |                      |
| Strecke |                      | von Dunajská Streda  | von Dunajská Streda  |
| Bahnhof | 0,000                | Kvetoslavov Úszor    | Kvetoslavov Úszor    |
| Abzweig ehemals geradeaus und nach rechts |                      | nach Bratislava-Nivy | nach Bratislava-Nivy |
| Kopfbahnhof Streckenende (Strecke außer Betrieb) | 4,620                | Šamorín Somorja      | Šamorín Somorja      |
| |                      |                      |                      |
| Quellen: |                      |                      |                      |

Die Bahnstrecke Kvetoslavov–Šamorín war eine regionale Eisenbahnverbindung in der Slowakei. Sie zweigte in Kvetoslavov von der Bahnstrecke Bratislava–Dunajská Streda ab und führte nach Šamorín (Sommerein).

## Geschichte
Die Konzession zum Bau und Betrieb der Lokalbahn wurde der Gemeinde Somorja im Jahr 1915 durch das ungarische Kriegsministerium erteilt. Der Bau der unschwierig trassierten Strecke auf der ebenen Großen Schüttinsel kam rasch voran. Neben einheimischen Arbeitern waren dabei auch serbische und russische Kriegsgefangene beteiligt. Die Baukosten betrugen 530.000 Kronen.
Die Strecke wurde am 23. November 1915 durch die Pozsony-Komáromi Egyesült HÉV (Vereinigte Pozsony-Komaromer Lokalbahn) eröffnet. Die Betriebsführung übernahmen die Königlich Ungarischen Staatsbahnen (MÁV) für Rechnung der Eigentümer.
Nach dem Zerfall Österreich-Ungarns im Oktober 1918 und der Gründung des neuen Staates Tschechoslowakei ging die Betriebsführung an die neu gegründeten Tschechoslowakischen Staatsbahnen (ČSD) über. Die ungarischen Betriebsstellennamen wurden in der Folge durch slowakische ersetzt. Der Fahrplan von 1921 wies insgesamt vier gemischte Zugpaare aus, die für die Strecke zwischen Úsor und Šamorýn 14 Minuten benötigten.
Ab den 1930er Jahren setzten die ČSD im Reiseverkehr auch moderne Motorzüge ein, die sowohl eine signifikante Verdichtung des Fahrplanes, als auch eine deutliche Fahrzeitverkürzung ermöglichten. Der Sommerfahrplan 1938 verzeichnete werktäglich zwölf und sonntags elf Zugpaare, die sämtlich als Motorzug geführt waren. Zwei der Züge waren von und nach Bratislava-Nové Mesto durchgebunden. Die Fahrzeit der Motorzüge betrug zehn Minuten.
Nach dem Ersten Wiener Schiedsspruch kamen die mehrheitlich ungarisch besiedelten Gebiete der Tschechoslowakei und damit auch die Strecke im November 1938 wieder zu Ungarn. Betreiber waren nun wieder die Ungarischen Staatsbahnen (MÁV). Nach dem Zweiten Weltkrieg kam die Strecke 1945 wieder vollständig zu den ČSD.
Die ČSD verdichteten den Fahrplan 1950 Jahre werktäglich auf bis zu 17 Personenzugpaare. Trotzdem ging die Transportleistung zugunsten des Straßenverkehrs immer mehr zurück. Nachteilig war dabei insbesondere die Einbindung der Strecke im Bahnhof Kvetoslavov entgegen der Hauptverkehrsrichtung von und nach Bratislava, sodass Reisende dort in der Regel umsteigen mussten. Am 27. Mai 1979 wurde der Reiseverkehr zugunsten schnellerer Autobuslinien eingestellt, der zuletzt mit lediglich sieben Zugpaaren gefahren wurde. Der Güterverkehr wurde dagegen noch bis Ende der 1990er Jahre aufrechterhalten. Mangels Bedarf wurde die Bedienung des Tarifpunktes Šamorín offiziell im Jahr 1999 eingestellt.
Am 10. Jänner 2002 wurde die Strecke infolge eines „Transformations- und Restrukturierungsprojekts der Slowakischen Eisenbahnen“ (Projekt transformácie a reštrukturalizácie Železníc SR) stillgelegt, aber nicht abgebaut.